# Jeong Yeon-jin
Jeong Yeon-jin (* 25. März 1992) ist eine südkoreanische Leichtathletin, die sich auf den Siebenkampf spezialisiert hat und aktuell Inhaberin des Landesrekordes ist.

## Sportliche Laufbahn
Ihren ersten internationalen Wettkampf bestritt Jeong Yeon-jin bei der Sommer-Universiade 2013 in Kasan, bei der sie mit 4892 Punkten den zwölften Platz belegte. 2014 nahm sie erstmals an den Asienspielen im heimischen Incheon teil und wurde dort mit 4975 Punkten Achte. Vier Jahre später erfolgte die erneute Teilnahme an den Asienspielen in Jakarta, bei denen sie diesmal mit 5179 Punkten Rang neun erreichte. 2019 gelangte sie bei den Asienmeisterschaften in Doha mit 4860 Punkten auf den neunten Platz. 2025 schied sie bei den Asienmeisterschaften in Gumi mit 13,70 s in der Vorrunde im 100-Meter-Hürdenlauf aus.
In den Jahren 2012 und 2013 sowie 2015 und 2018 sowie 2020 und 2022 wurde Jeong südkoreanische Meisterin im Siebenkampf.

## Persönliche Bestleistungen
- 100 m Hürden: 13,70 s (+1,8 m/s), 28. Mai 2025 in Gumi
- Siebenkampf: 5535 Punkte, 27. Juli 2020 in Yecheon